# Generic Access Profile
Het Generic Access Profile (GAP) (ETSI standaard EN 300 444) beschrijft een aantal vereisten waaraan DECT toestellen moeten voldoen om gebruikt te kunnen worden met 3.1 kHz telefoonnetwerk (als beschreven in EN 300 176-2). Het doel van GAP is het garanderen van basisinteroperabiliteit (bellen, en gebeld worden) tussen handsets van verschillende leveranciers. Geavanceerdere zaken zoals antwoordapparaatfunctionaliteit, telefoonnummersynchronisatie tussen basisstation en toestel vallen niet onder GAP.  GAP beschrijft niet hoe een DECT basisstation verbonden moet worden met een extern telefoonnetwerk.